# Анеран
Анеран (середньоперська 𐭠𐭭𐭩𐭥𐭠𐭭) або Аніран (сучасна перська, انیران) — етнолінгвістичний термін, що означає «неіранець» або «неарієць». Таким чином, у загальному значенні «Анеран» означає землі, де не розмовляють іранськими мовами. У переносному значенні воно означає «політичного та релігійного ворога Ірану та зороастризму».
Термін «Анеран» походить від середньоперської anērān, пехлеві 'nyr'n, антоніма слова ērān, який, у свою чергу, позначав або народ, або Сасанідську імперію. Однак «у зороастрійській літературі та, можливо, також у сасанідській політичній думці, цей термін також мав яскраво виражений релігійний відтінок. Людина anēr є не просто неіранцем, а саме не зороастрійцем; і anēr також позначає тих, хто поклоняється девам („демонам“) або прихильники інших релігій». У цих текстах з дев'ятого по дванадцяте століття «арабів і турків називають anēr, як і мусульман загалом».

## В написах
В офіційному вживанні цей термін вперше засвідчено в написах Шапура I (правління 241—272), який називав себе «царем царів Ерану та Анерану». Претензії Шапура на Анеран відображали перемоги імператора над римськими імператорами Валеріаном і Філіпом. Це також відображено в написі Шапура I в Ка'ба-є Зартошт, де імператор у своєму списку територій Анерану включає Сирію, Каппадокію та Кілікію — усі три раніше захоплені у римлян.
Проголошення «царем царів Ерану та Анерану» залишалося типовим епітетом наступних сасанідських династів. Через 30 років після Шапура зороастрійський первосвященник Картір включив Кавказ і Вірменію до свого списку анеранських територій. У цьому напис Картіра (також у Кааба-є Зартошт) суперечить напису Шапура, який включив ті самі два регіони до свого списку регіонів Ерану.

## У священному писанні та фольклорі
У зороастрійських текстах з дев'ятого по дванадцяте століття легендарний туранський цар і воєначальник Афрасіаб є (разом з Дахагом і Александром) найбільш ненависним серед істот, яких Ахріман (авестійський Анґра Майню) протиставив іранцям.
У «Шахнаме» поет Фірдоусі спирається на зороастрійське писання (з належним посиланням) і зберігає асоціацію Анерана з туранцями. З точки зору дому Фірдоусі в Хорасані, це ототожнення збігається з авестійським уявленням, що землі Анґра Майню лежать на півночі.  Проте два джерела розходяться щодо деталей. В Авесті Согдія (авестийська Сугда, сучасні Согдійська та Самаркандська області) не є Анераном — Согдія є однією з шістнадцяти земель, створених Маздою, а не однією із земель Ангра Майню. 
А проте для Фірдоусі поділ між Ераном і Анераном є таким же жорстким, як і в Авесті: коли первісний цар Ферейдун (авест. Θraētaona) ділить своє царство - Весь світ – серед своїх трьох синів він віддає семітські землі на заході старшому, землі півночі своєму середньому синові Туру (авест. Тур'я, звідси назва «туранський»), а Ērān своєму молодшому. Цей поділ призводить до сімейної ворожнечі, в якій союз двох старших синів (які правлять анеранськими землями) бореться з силами молодшого (іранців). Перемагають іранці.
Для Фірдоусі туранці/анеранці (часто вживані як синоніми) безсумнівно є лиходіями твору. Їхній конфлікт з іранцями є головною темою Шахнаме і займає більш ніж половину тексту. Смерть героїв та інших чудових постатей часто приписують туранцям. Так, у Шахнаме 5.92 говориться, що туранський нападник на ім'я Тур-Баратур убив 77-річного Зороастра в Балху.